# Bolitoglossa striatula
Bolitoglossa striatula е вид земноводно от семейство Plethodontidae. Видът не е застрашен от изчезване.

## Разпространение
Разпространен е в Коста Рика, Никарагуа и Хондурас.

## Описание
Популацията на вида е намаляваща.